# Тюльпанный луг (Чернышковский район)
Тюльпанный луг — памятник природы регионального значения, созданный с целью сохранения уникального природного комплекса — места произрастания ценных, малочисленных, редких и исчезающих видов растений, в том числе тюльпана Геснера (Шренка), ириса низкого, занесенных в Красную книгу Волгоградской области. Расположен в Чернышковском районе Волгоградской области.

## Описание
Памятник природы учреждён постановлением Главы Администрации Волгоградской области от  19.02.2010 № 241 «О памятнике природы регионального значения „Тюльпанный луг“ в границах Чернышковского муниципального района Волгоградской области». Расположен в 5 километрах от хутора Верхнецимлянский. Площадь ООПТ — 83 га. Физико-географический регион: Восточно-Европейская равнина, Донская возвышенность, Чирско-Донской район, подрайон низких плато. Природная зона - степная, подзона – сухих степей на каштановых почвах. Ландшафт Придонской возвышенный плоско-выпуклый овражно-балочный.
Рельеф территории ООПТ молодой, оформившийся в плейстоцен–голоценовое время за счет склоновых процессов. Средняя абсолютная высота его составляет +80 — +100 метров. Максимальные высоты характерны для восточной окраины хутора Верхнецимлянский (+120 м), минимальные — для пруда в верховьях реки Аксенец (+ 60 м). Относительная высота территории составляет 40–60 м. Мезоформы представлены слабо выпуклыми и плоскими водоразделами, древовидными верховьями балочных и речных систем, молодыми склоновыми оврагами. Показатель эрозионного расчленения небольшой — около 0,5 км/км². К крупным эрозионным системам в пределах памятника природы относятся балка Цимлянская и верховья реки Аксенец. Для последних характерны эрозионные террасы и пойма, сложенные суглинистым аллювием. Из антропогенных форм рельефа типичны древние курганы, ямы, котловины прудов, дамбы плотин. Тюльпанный луг расположен в сухостепной природной зоне и подзоне темно-каштановых почв. Для почв здесь характерна малая их мощность, тяжелосуглинистый гранулометрический состав и комплексность. Содержание солонцов в комплексе 5-13%. Почвообразующие породы — песчано-глинистые толщи на поверхности. Коренные породы - Кварцево-глауконитовые мелкозернистые пески с прослойками песчаника. Гидрологическая сеть отсутствует. Преобладают дерновинно-злаковая растительность и типчаково-ковыльные бедно-разнотравные ассоциации. На территории ООПТ выявлено около 110 видов растений, насекомых — более 50 видов, птиц — около 10 видов.
Объекты растительного мира, занесенные в Красную книгу Волгоградской области:
1. Тюльпан Геснера (Tulipa gesneriana L.) — категория статуса редкости на территории Волгоградской области 2б; региональный критерий редкости А; категория статуса редкости по Красной книге Российской Федерации 2.
2. Ирис низкий (Iris pumila L.) — категория статуса редкости на территории Волгоградской области 2а, категория статуса редкости по Красной книге Российской Федерации 3.

За обеспечение охраны и функционирование ООПТ несёт ответственность Комитет охраны окружающей среды и природопользования Волгоградской области.

## Ограничения на использование земель
На территории Памятника природы запрещаются:
- распашка земель, строительство зданий и сооружений, дорог и трубопроводов, линий электропередач и прочих коммуникаций, взрывные работы и разработка новых месторождений полезных ископаемых;
- выпас скота и его прогон по территории Памятника природы в период вегетации тюльпана Геснера (Шренка) с 10 марта по 1 июля;
- сбор и уничтожение редких и исчезающих видов растений, занесенных в Красную книгу Российской Федерации и Красную книгу Волгоградской области, выкопка луковиц;
- изменение установившегося гидрологического режима территории Памятника природы;
- использование агрохимикатов и пестицидов, отсутствующих в Государственном каталоге пестицидов и агрохимикатов, разрешенных к применению на территории Российской Федерации, и нарушение установленных гигиенических нормативов содержания пестицидов в объектах окружающей среды;
- проезд транспорта вне дорог общего пользования, стоянка транспорта вне отведенных мест;
- размещение отходов производства и потребления;
- предоставление земельных участков под застройку, для коллективного и индивидуального садоводства и огородничества, организации подсобного хозяйства.